# Загорново (платформа)
Заго́рново — остановочный пункт на 55 километре перегона Бронницы — Раменское Рязанского направления Московской железной дороги.
Платформа расположена в Раменском районе Московской области вблизи посёлков Дружба и Мирный.
Названа по селу Загорново, входящему в Сельское поселение Сафоновское.

## История
Платформа «Загорново» была открыта в 1973 году для удобства обслуживания пассажиров построенного на рубеже 60-70-х годов XX века посёлка Дружба Раменского района Московской области. Впоследствии вблизи от платформы появилось большое количество дачных садоводческих товариществ.

## Инфраструктура
Две высокие боковые пассажирские посадочные платформы соединены между собой и выходом в лес пешеходными настилами с обеих сторон.
Билетная касса с залом ожидания пригородных поездов находится на платформе № 1 в сторону Москвы.
Посадочные платформы не оборудованы турникетами, перронный контроль не осуществляется.

## Пассажирское сообщение
На платформе останавливаются все пригородные поезда, кроме поездов повышенной комфортности и вечернего поезда из Рязани. Поезда дальнего следования на платформе не останавливаются.
По расписанию 2011/2012 года, на платформе ежедневно останавливается 103 поезда в сутки. Время следования от станции Бронницы — 4 минуты. Время следования до Казанского вокзала — от 1 часа 05 мин. до 1 часа 16 мин. — в зависимости от количества остановок электропоезда.

## Особенности
В 300 метрах с южной стороны платформы Загорново начинается подъездной путь ОАО «Раменский комбинат хлебопродуктов» к станции Бронницы.
К югу от платформы расположен охраняемый железнодорожный переезд со шлагбаумом Кузнецовский на автодороге Раменское — Воскресенск.

## Происшествия
- 26 января 2010 года в 21:49 на перегоне Бронницы — Раменское фирменный скорый поезд № 3 «Кавказ» сообщением Кисловодск — Москва столкнулся с неожиданно блокировавшим его путь на охраняемом железнодорожном переезде «56 километр» маршрутным такси. По словам свидетелей, маршрутку марки Ford тянули через переезд на буксире. Но в какой-то момент, в силу не установленных пока причин, автомобиль остановился на главном пути, что и привело к столкновению с поездом. В результате инцидента пострадавших нет. Авария вызвала задержку поезда, который должен был прибыть на Казанский вокзал столицы в 22:45. При столкновении с автомобилем локомотив получил повреждения. Для продолжения движения поезда из ближайшего депо был вызван другой локомотив. В 23:40 заменённый локомотив уже подъезжал к месту аварии. Движение поездов на линии «Москва — Рязань» не прекращалось[11][12][13][14][15].

- 2 июля 2010 года в 10:55 на перегоне «Бронницы — Раменское» при следовании по I главному пути через железнодорожный переезд 56 километра в одном из вагонов электропоезда-экспресса Рязань — Москва дежурный по переезду услышала сильный стук. В пятом вагоне с головы состава произошел развал колеса. Дежурный по переезду незамедлительно сообщила о неисправности машинисту поезда и дежурной по станции Бронницы. Электропоезд был остановлен, неисправность устранена, и пассажиры были благополучно доставлены до столицы[16].